# Sofie Hagen
Sofie Hagen (10 november 1988) is een Deense komiek die werkzaam is in het Verenigd Koninkrijk. Ze maakt daarnaast podcasts, zet zich in voor de acceptatie van dikke mensen en is schrijver en modeontwerper. Hagen is  non-binair en wil graag aangeduid worden met de voornaamwoorden 'she', 'they' of 'he'. Hagen is biseksueel/panseksueel.

## Biografie en carrière
In 2012 verhuisde Hagen naar Londen omdat ze van mening was dat er in het Verenigd Koninkrijk meer mogelijkheden zijn om aan stand-upcomedy te doen. Drie jaar later trad zij op met haar debuutshow Bubblewrap en in de twee jaren daarna bracht ze Shimmer Shatter en Dead Baby Frog ten tonele.
Hagens eerste boek Happy Fat - Taking Up Space in a World That Wants to Shrink You werd uitgebracht in 2019 door 4th Estate, onderdeel van HarperCollins (ISBN 9780008365042). Haar tweede boek When Will I Have Sex Again? kwam uit in 2024. In ditzelfde jaar trad ze ook op met een gelijknamige komedieshow.
De podcasts die Hagen maakt, gaan over de vraag waarom "mensen zijn zoals ze zijn". In Who Hurt You interviewt ze psychologen, acteurs, komieken en activisten. Bad People gaat over mensen die verschrikkelijke dingen doen en waarom. Deze podcast maakt Hagen samen met psycholoog Julia Shaw voor BBC Radio 5.
Zowel Hagens podcasts als haar boeken en comedyshows zijn gewijd aan onderwerpen zoals feminisme, geweld, psychische aandoeningen, trauma's, automutilatie, seksloosheid en dik zijn.
- Gemeinsame Normdatei: 1210574802
- MusicBrainz: de43a965-0e3a-40c3-b40b-b2eabbf7a808
- Virtual International Authority File: 4083155105820676320006